# Municipio de Yellowstone
El municipio de Yellowstone (en inglés: Yellowstone Township) es un municipio ubicado en el condado de McKenzie en el estado estadounidense de Dakota del Norte. En el año 2010 tenía una población de 417 habitantes y una densidad poblacional de 3,8 personas por km².

## Geografía
El municipio de Yellowstone se encuentra ubicado en las coordenadas 47°53′45″N 103°59′49″O / 47.89583, -103.99694. Según la Oficina del Censo de los Estados Unidos, el municipio tiene una superficie total de 109.64 km², de la cual 104,11 km² corresponden a tierra firme y (5,05 %) 5,53 km² es agua.

## Demografía
Según el censo de 2010, había 417 personas residiendo en el municipio de Yellowstone. La densidad de población era de 3,8 hab./km². De los 417 habitantes, el municipio de Yellowstone estaba compuesto por el 95,2 % blancos, el 0,24 % eran afroamericanos, el 0,96 % eran amerindios, el 1,2 % eran de otras razas y el 2,4 % eran de una mezcla de razas. Del total de la población el 1,68 % eran hispanos o latinos de cualquier raza.